# Altels
De 3629 meter hoge Altels is een piramidevormige berg in het Kandertal in de Berner Alpen in Zwitserland.
De berg is door een smalle sneeuwgraat verbonden met de net iets hogere Balmhorn. Door de relatief eenvoudige beklimming over los puin en hogerop over sneeuw, wordt de Altels vaak in combinatie met de Balmhorn beklommen. Over de top van de berg loopt de grens van de kantons Bern en Wallis. De nu veel kleinere hanggletsjer aan de noordwest flank van de berg is in het verleden tot tweemaal toe afgebroken, waardoor slachtoffers vielen onder de bevolking.

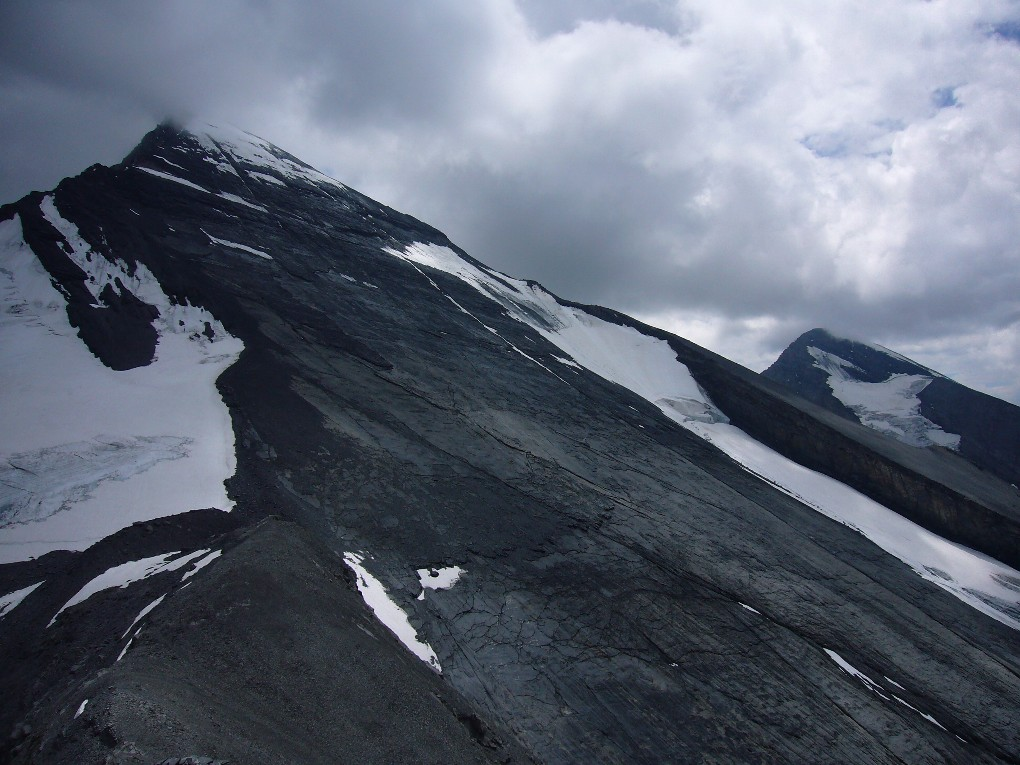
Noordwest flank